# جوسيف بلوم
جوسيف بلوم (بالألمانية: Josef Blum)‏ (و. 1898 – 1956 م) هو لاعب ومدرب كرة قدم، من النمسا، ولد في فيينا، توفي في فيينا، عن عمر يناهز 58 عاماً.

## روابط خارجية
- جوسيف بلوم على موقع قاعدة بيانات كرة القدم.إي يو (الإنجليزية)
- جوسيف بلوم على موقع ناشيونال فوتبول تيمز (الإنجليزية)